# Vršni dio Ivančice
Vršni dio Ivančice este o arie protejată (sit de importanță comunitară — SCI) din Croația întinsă pe o suprafață de 6.075,2 ha, integral pe uscat.

## Localizare
Centrul sitului Vršni dio Ivančice este situat la coordonatele 46°11′03″N 16°07′17″E / 46.184304°N 16.121426°E.

## Înființare
Situl Vršni dio Ivančice a fost declarat sit de importanță comunitară în iulie 2013 pentru a proteja 1 specie de plante și 9 specii de animale.

## Biodiversitate
Situată în ecoregiunea continentală, aria protejată conține 5 habitate naturale: Păduri pe pante, grohotișuri și ravene de Tilio-Acerion, Pajiști uscate seminaturale și facies de acoperire cu tufișuri pe substraturi calcaroase (Festuco-Brometalia) (* situri importante pentru orhidee), Pante stâncoase calcaroase cu vegetație casmofită, Păduri ilirice de Fagus sylvatica (Aremonio-Fagion), Păduri ilirice de stejar și carpen (Erythronio-Carpinion).
La baza desemnării sitului se află mai multe specii protejate:
- plante (1): sisinei (Pulsatilla grandis)
- amfibieni (1): izvoraș-cu-burta-galbenă (Bombina variegata)
- mamifere (1): liliac cu urechi mari (Myotis bechsteinii)
- nevertebrate (7): Cordulegaster heros, Euplagia quadripunctaria, Leptidea morsei, rădașcă (Lucanus cervus), fluturele purpuriu (Lycaena dispar), croitorul cenușiu al stejarului (Morimus funereus), Rosalia alpina

Pe lângă speciile protejate, pe teritoriul sitului au mai fost identificate 15 specii de plante.